# Guided Selling
Guided Selling bzw. Verkaufsführung bezeichnet einen Prozess, bei dem potenzielle Käufer von Produkten oder Dienstleistungen beraten und zum Kauf geführt werden. Guided-Selling-Systeme sind Softwarelösungen, die potenzielle Käufer beraten und durch den Produktauswahlprozess leiten.
Die Einsatzgebiete von Guided-Selling-Lösungen sind:
- Websites von Versandhändlern, Produktherstellern oder Anbietern von Dienstleistungen. Ein Guided-Selling-System kann dort Nutzeranforderungen aufnehmen und Produktempfehlungen generieren, um sicherzustellen, dass potenzielle Käufer die geeigneten Produkte finden.
- Kiosk-Applications bzw. Computerterminals im stationären Fachhandel, um Kunden im Fachgeschäft bei der Produktauswahl zu unterstützen.
- Interaktive Produktbanner, die innerhalb eines Banners den Beratungsprozess anstoßen.

## Ziel und Vorgehen
Das Ziel von Guided-Selling-Systemen ist es, den Kunden und das für ihn passende Angebot schnell und einfach zusammenzubringen und eine Kaufentscheidung zu ermöglichen. Der Kunde lernt dabei das Sortiment und mögliche Produkteigenschaften kennen, während der Verkäufer die Anforderungen des Kunden und seine Entscheidungskriterien zu verstehen lernt.
Guided-Selling-Systeme werden zur Kundenberatung im Internet eingesetzt. Der zentrale Bestandteil von Guided Selling-Systemen ist deshalb meistens ein Online-Produktberater, der Besucher von Online-Shops und Produkthersteller-Websites zum Kauf führt.

## Technologie
Guided-Selling-Systeme benötigen Algorithmen zur Berechnung von Produktempfehlungen. Die Berechnung von Produktempfehlungen erfolgt durch Recommender-Systeme (Empfehlungsdienst). Zusätzlich zu statistischen Recommendern sollen Guided-Selling-Systeme wie ein Fachverkäufer zur Kaufentscheidung führen. Dazu ist es notwendig, den Käufer nach seinen Anforderungen zu fragen, die Anforderungen in (technische) Produkteigenschaften zu überführen und dann ein Ranking der am besten passenden Produkte zu berechnen. Guided-Selling-Systeme ermöglichen dadurch eine objektive und auf konkreten Nutzerwünschen basierende Produktauswahl.

## Guided-Selling-Prozess

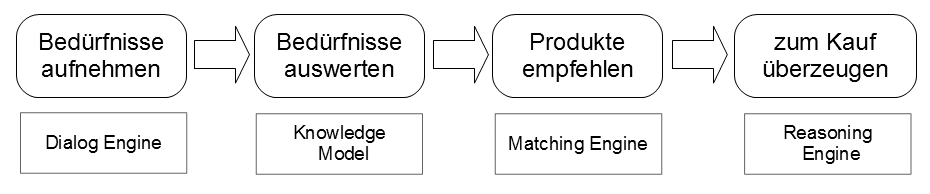
Guided-Selling-Prozess

Guided-Selling-Systeme bilden einen Guided-Selling-Prozess ab. Der Prozess kann zum Beispiel folgende Schritte beinhalten:
- Bedürfnisse und Kaufwünsche aufnehmen: Der potentielle Käufer wird nach seinen Anforderungen gefragt und die wesentlichen Eigenschaften der Produkte sowie deren möglichen Ausprägungen werden erklärt. Da ein Guided-Selling-System gezielt Produkteigenschaften erläutert, kann der Interessent sich bezüglich seiner bereits bestehenden Kaufwünsche informieren, diese präzisieren und zugleich auch neue Anforderungen formulieren, die ihn bei der Auswahl eines geeigneten Angebots unterstützen.

- Bedürfnisse und Kaufwünsche auswerten: Käufer kennen typischerweise ihre Kaufwünsche, nicht aber die genauen technischen Produkteigenschaften, welche diese Wünsche erfüllen. Ein Guided-Selling-System muss daher natürlichsprachlich ausgedrückte Anwendungsfälle (z. B. „ein Business-Notebook“) oder auch konkretere Kaufwünsche („ein schnelles Notebook“) in technische Eigenschaften (z. B. ein bestimmter Prozessor, Festplattengröße, Arbeitsspeicher und Zubehör) übersetzen können.

- Produkte empfehlen: Die aus Kaufwünschen abgeleiteten technischen Produkteigenschaften müssen mit den Datenblättern der verfügbaren Produkte abgeglichen werden. Dazu reicht es nicht, nur basierend auf den Kaufwünschen nach den passenden Produkten zu filtern. Vielmehr müssen die Produkte bezüglich aller Produkteigenschaften und deren Eignung auf die Kaufwünsche bewertet werden, um sinnvolle Produktempfehlungen berechnen zu können. Dabei sollen auch vorteilhafte Produkteigenschaften berücksichtigt werden und, falls kein Produkte alle Anforderungen erfüllt, Alternativen berechnet werden, um eine bessere Empfehlungsqualität zu erreichen.

- Empfehlungen begründen und zum Kauf überzeugen: Das Ziel eines Guided-Selling-Systems ist es, den Kunden möglichst objektiv zu beraten, Vertrauen aufzubauen und dadurch mehr zu verkaufen, sowie den Kunden zu binden. Produktempfehlungen müssen daher individuell begründet, die Vor- und Nachteile der Empfehlungen erläutert und der Interessent aktiv zum Kauf geführt werden.